# Атанас Хаджипантазиев
Атанас Хаджипантазиев (на гръцки: Αθανάσιος Χατζηπανταζής, Атанасиос Хадзипантазис) e гръцки революционер, капитан на гръцка андартска чета в Македония.

## Биография
Хаджипантазиев е роден в българското гъркоманско село Просеник. Присъединява се към гръцката пропаганда и оглавява Долноджумайската чета на организацията. На 17 октомври 1906 година Хаджипантазиев убива българския книжар в Сяр Атанас Ников. Според гръцки източници убийството на Ников е станало на 19 август, при нападението Хаджипантазиев по погрешка е ранен от своя подкапитан Атанасиос Кипурос, тайно е лекуван в Сяр, но умира от перитонит на 2 септември. Според Христо Силянов Хадзипантазис участва заедно с капитан Митруш Гоголаков в нападението над българското екзархийско село Горно Караджово (днес Моноклисия) на 25 октомври. Двете чети, преоблечени като турски войници нападат селото, изгарят десетина къщи и убиват 30 души. При нападението Хаджипантазиев е ранен и умира от раните си през януари 1907 година. Клането в Горно Караджово предизвиква намесата на великите сили - анкетирано е от австрийския консул Пари и от френския офицер Фулон и е обсъждано в английския парламент. Четата на Хаджипантазиев е оглавена от жена му София Хаджипантазиева, а капитан в Джумайско става Стерьос Влахвеис. Името му носи улица в Сяр.